# لومباردوري
لومباردوري هي بلدية في مدينة تورينو الحضرية، في منطقة بيمنتة الإيطالية، وتقع على بعد حوالي 20 كيلومتر (12 ميل) شمال تورينو .